# Clusia sipapoana
Clusia sipapoana är en tvåhjärtbladig växtart som först beskrevs av Bassett Maguire, och fick sitt nu gällande namn av Pipoly. Clusia sipapoana ingår i släktet Clusia och familjen Clusiaceae. Inga underarter finns listade i Catalogue of Life.